# Ловор
Ловор (лат. Laurus nobilis L.) је зимзелено дрво или жбун из истоимене породице Ловори (Lauraceae). Латинско име врсте потиче од речи laurus — „победа, славље” и nobilis — „племенит, славан”. У нашем народу ловор је познат и под именима лорбер (од немачке речи Lorbeer), даворика, зеленика, ловорика, јаворика, лорбек... И остали европски језици за корен речи ловор имају латински назив биљке: енглески — Bay laurel, француски — Laurier, шпански — laurel, lauro, италијански — Alloro, руски — лавр благородный...
И лишће и плодови ловора од давнина имају примену у народној медицини, у кулинарству као зачин и у хортикултури као стабло или као формално обликована жива ограда.
У античко доба био је цењено и свето дрво. Ловорове гранчице су биле знак највеће славе и части, па су тако њима у старом Риму, као симболом тријумфа, овенчавани победници у ратовима, славни песници и други слављеници. Од речи ловор настала је и реч лауреат. Лауреат је у старој Грчкој и Риму представљао песника овенчаног ловоровим венцем, док се данас тај израз користи за књижевника или уметника награђеног највећом наградом.

## Распрострањеност
Према неким мишљењима домовина ловора је Мала Азија, одакле се раширио по целом Средоземљу. У Британији је култивисан још у 16. веку, али због хладније климе достиже половину висине коју достиже на природним стаништима.

## Изглед
Ловор је ниско дрво, ређе жбун, које на природним стаништима може нарасти до висине од 15 м, а дебло може бити обима до 60 цм. Код одраслих примерака гране су усмерене нагоре.
Листови су зимзелени, кожасти, голи, округласто-дугуљасти и зашиљени, на краткој дршци. Дуги су 8-12 цм, а широки 3—5 цм. Обод листа је таласаст и мало повијен. Лице листа је глатко, сјајно, зеленкасто-смеђе боје, а наличје је блеђе боје и без сјаја. С наличја се истиче средишњи нерв који се грана у 6-8 јаких споредних нерава. Мирисни су када се протрљају и ароматичног укуса.
Биљке су дводоме, а цветови жућкасти, скупљени у мале цвасти. Цвета у пролеће, од марта до маја месеца. Плод је црно-плава коштуница, дужине 15 мм и ширине 1—11 мм споља наборана. Перикарп је крт и лако се ломи при најмањем притиску. плод је карактеристичног мириса, нарочито када се здроби. Размножава се семеном, резницама, положеницама и изданцима из пања.
- Кора дебла
- Листови ловора
- Мушке цвасти ловора
- Зрели плодови

## Услови станишта
Ловор успева на висинама до 400 м надморске висине, у подручјима где просечна годишња температура износи 10 до 16 °C, а просечна количина падавина у вегетационом периоду износи 50 до 100 мм. Успева на сваком земљишту умерене плодности. Боље подноси умерено влажно тло, мада добро успева и на сувом али плодном. Најбоље успева на осунчаним положајима, али му не смета ни полусенка. Прилично је отпоран на ветар, али не подноси екстремну изложеност приморским, као ни сувим и хладним ветровима. Осим медитеранске подноси и субмедитеранску климу, али тада захтева заштиту током зиме. Отпоран је на ниске температуре до -5 °C, уз повремене падове до -15 °C. Овако ниске температуре могу проузроковати опадање лишћа, али се биљка обично опоравља крајем пролећа до лета.

## Употреба
Ловорово дрво је тешко, жућкастобеле боје са слабо сивим или смеђим тоном. На уздужном пресеку је сјајно и мирисно. Употребљава се у грађевинарству, токарству, за израду дрвне галантерије, за штапове, виноградско коље и др.
Ловорови листови садрже 1-3% етеричног уља којем су главни састојци пинен и цинеол, а поред етарског уља и горке материје и танин. Најчешће се употребљавају као зачин. Укуса су врло ароматичног, мало љутог, опорог и горког. Етерично уље из листова користи се у индустрији парфема. Расте самоникло или се гаји, а највећи произвођачи овог зачина данас су Италија, Грчка и Шпанија.
Као зачин се могу употребљавати и плодови који садрже 1% етеричног и до 30% масног уља, шећер, скроб и др. Осушени плодови садрже 0,6 до 10% етеричног уља, у зависности од места брања и начина складиштења. Укуса је сличног као код листа, ароматичног, опорог и горког. Из плодова се цеди и ловорово уље.
Ловор се у народној традицији често користи и као конзерванс. Тако у Далмацији ловоров лист често користе за конзервирање и паковање сувог воћа, најчешће смокава, док у неким земљама суше месо у диму од ловорових гранчица.

### Лековита својства
Лековити састојци ловора су етерична и масна уља из плодова и листова. Снажно аналгетско и фунгицидно деловање чини етерично уље ловора скоро незамењивим састојком у терапији јаких болова, те код тежих гљивичних обољења (попут гљивичних инфекција на ноктима). Ловорово уље је једно од најделотворнијих уља за јачање и превентиву – чисти лимфни систем, има експекторансна и муколитична својства и препоручује се за проширене вене. Има снажно антивирусно дејство па се његово коришћење препоручује код вирусних инфекција као што је грип. Осим тога ловор има антисептичко дејство, јача апетит, побољшава варење, спречава врење у цревима и помаже избацивање нагомиланих гасова. У народној медицини користи се у лечењу хроничног бронхитиса, прехладе, грипа и реуматизма.

### Ловор као зачин
У прошлости се ловоров лист много се више користио у кухињи него данас. Као зачин користе се првенствено свежи или осушени листови који морају бити цели и зелени, али се могу користити и плодови. За листове важи правило – што су зеленији то су квалитетнији, док су суви и смеђи неквалитетан зачин. На тржишту се може наћи и млевени ловоров лист као самостални зачин или у саставу неких зачинских мешавина. Додаје се печењима, умацима, јелима од киселог купуса, рибљим маринадама, киселој зимници, за ароматизовање сирћета и др. Мирис ловоровог листа добро пристаје свим јелима и тешко да би се нашло неко којем би ловор могао покварити укус. Ловор се јелу не додаје само због ароме већ и због побољшања варења и апетита. Неизоставан је зачин код припреме дивљачи. Код додавања ловоровог листа јелима не треба претеривати, како јело не би постало превише горко.

## Значај у озелењавању
У пејзажној архитектури ловор се користи у групама или као солитерно стабло, а како добро подноси орезивање погодан је и за бордуре, средње високе живе ограде и улично зеленило. Орезивањем се могу добити разноврсни облици - топијарне форме, који имају широку примену у различитим композицијама на зеленим површинама. Ловор се као украсна биљка може садити само у климатским условима сличним онима на Медитерану, мада може расти и у условима субмедитеранске климе, уз адекватну зимску заштиту.
Издвојен је и описан већи број гајених форми. Усколисни ловор Laurus nobilis ’Salicifolia’ је нешто отпорнији на хладнију климу, а има исте ароматичне квалитете. У хладнијим климатским подручјима ловор се може гајити у посудама и током зиме чувати у затвореном простору.

## Ловор у традицији и веровањима
Ловор као зачин, као лек, или као венац, од давнина је незаобилазан у животу људи. Гранчице овог медитеранског дрвета карактеристичних листова биле су знак највеће части и славе још у античким временима. Ловоров венац који је украшавао главе победника олимпијада потекао је од Питијских игара у старој Грчкој, које датирају још из 568. године п. н. е., а посвећене су богу Аполону.
Легенда каже и да су у пророчишту у Делфима жвакали ловоров лист, или га палили па удисали његов мирисни дим, да би боље „видели” будућност. Занимљиво је да се император Тиберије са ловоровим венцем крио испод кревета за време грмљавине, а императори Клаудије и Нерон за време епидемије куге склонили су се у ловорову шуму верујући да његово испаравање спречава ширење заразе. А римски гурман Апициуса ловор је сматрао незаменљивим зачином ...